# Francesco Rambaldi
Francesco Rambaldi est un joueur d'échecs italien né le 19 juin 1999 à Milan.
Au 1er janvier 2018, Rambaldi est le deuxième joueur italien avec un classement Elo de 2 563 points.

## Carrière aux échecs
Grand maître international depuis 2015 (à seize ans), Rambaldi a remporté les championnats de France et d'Italie des moins de dix ans et la médaille de bronze au championnat d'Europe des moins de dix ans en 2009.
Francesco Rambaldi a joué pour le club de l'Échiquier grenoblois de 2013 à 2015, puis pour Nice Alekhine  en 2016. En juillet 2016, il remporte l'open international de Bergame (« Open Città di Bergamo ») avec 5,5 points sur 6 devant Daniel Fridman.

## Compétitions par équipe
Francesco Rambaldi a représenté l'Italie de la Coupe Mitropa de 2017, remportant la médaille de bronze par équipe avec l'Italie (il jouait au deuxième échiquier).